# ISO 22000:2018

## ISO 22000: 2018 – Systemy zarządzania bezpieczeństwem żywności – Wymagania dla każdej organizacji należącej do łańcucha żywnościowego.
Międzynarodowa Organizacja Normalizacyjna (ISO) opublikowała 19 czerwca 2018 r. aktualizację międzynarodowej normy ISO 22000:2005 określającej wymagania wobec systemów zarządzania bezpieczeństwem żywności i obejmującej wszystkie organizacje łańcucha produkcji żywności – od upraw i hodowli przez produkcję po talerz (from farm to fork).
Norma ISO 22000:2018 jest nowym podejściem do zarządzania bezpieczeństwem żywności i pasz (oparty na zasadach HACCP) i została opracowana dla wszystkich organizacji uczestniczących w łańcuchu żywnościowym, min.:
- producentów żywności i pasz,
- transportu i przechowywania środków spożywczych,
- firmy logistycznych (magazyny, hurtownie, itp.),
- producentów dodatków do żywności,
- producentów opakowań do kontaktu z żywnością,
- środków czystości,
- usługodawców (ochrona przed szkodnikami),
- producentów pierwotnych (rolników).

Zaproponowane podejście wiąże się z wprowadzeniem Struktury Wysokiego Poziomu (HLS), podobnie jak to wprowadzono we wszystkich nowych lub zmienionych normach wydawanych przez ISO. Zmiana ta pozwala na integrację systemu zarządzania bezpieczeństwem żywności z innymi normami ISO, na przykład ISO 9001:2015 dla systemów zarządzania jakością lub ISO 14001:2015 dla systemów zarządzania środowiskowego.
Nowa wersja normy ISO 22000 z 2018 roku jest ściślej powiązana z Codex Alimentarius.

## Nowości i aktualizacje
Wprowadzenie zmian w strukturze i punktach normy.
Doprecyzowanie cyklu PDCA (Planuj-Wykonaj-Sprawdź-Działaj), w celu zapewnienia, że procesy są odpowiednio zarządzane oraz że wykorzystywane są możliwości doskonalenia.
Dodatkowe podejście do ryzyk, co w poprzedniej wersji z 2005 roku odnosiło się jedynie do oceny ryzyka w planie HACCP. W obecnym wydaniu rozszerzono te kwestie o ocenę ryzyk dla samej organizacji.
Zdefiniowanie kontekstu organizacji oraz zainteresowanych stron. Zagadnienie to jest nowością w normie ISO 22000.
Aktualizacja definicji.